# گامی بیر
گامیبر (به آلمانی: Gummibär) تلفظ [ˈɡʊmibɛːɐ̯] () یا گامی بیر، نام شخصیت چندزبان یورودنس و موسیقی‌دان مجازی‌ای می‌باشد که ترانه‌هایی با موضوع پاستیل خرسی در آلبوم‌های مختلف خود می‌خواند که از بین این آلبوم‌ها می‌توان از من پاستیل خرسی تو هستم (۲۰۰۷) و دو دو دوست دارم برقصم (۲۰۱۰) نام برد. ویدئوی «من یک پاستیل خرسی هستم» و نسخهٔ اسپانیایی ویدئو به‌ترتیب به ۳.۲ میلیارد و ۱.۲ میلیارد بازدید در یوتیوب دست یافته‌اند.